# Polonezköy
Pour les articles homonymes, voir Adampol.
Polonezköy (/pɔlɔnɛzkœj/ ; en polonais : Adampol) est un village turc, où vit une importante population polonaise.
Ce village est situé en Turquie, dans le district de Beykoz à Istanbul sur la rive asiatique à 15 km du Bosphore.

## Histoire
La colonie polonaise en Turquie n'a jamais été nombreuse. Elle a toutefois une signification spéciale, une particulière éloquence historique. Avant tout, la présence de Polonezköy rappelle qu'après la division de la Pologne, parmi les différentes cours royales d'Europe, seule la Turquie refusa cette partition. 
« Le nonce de Lekhistan (Pologne) n'est pas encore arrivé » était-il annoncé à haute voix pendant de nombreuses années en cette cour, durant chaque réception officielle des ambassadeurs étrangers. Les Sultans répondaient sur un ton solennel : « Espérons qu'il sera parmi nous, la prochaine fois ».
Adampol (Polonezköy) doit son nom au prince Adam Jerzy Czartoryski, qui en 1842 fonda cette colonie polonaise sur des terres que les exilés Polonais avaient achetées aux missionnaires de Saint-Vincent-de-Paul (Lazaristes) qui travaillaient au lycée Saint-Benoît. Cependant, la présence d'une colonie polonaise dans la  capitale ottomane remonte à un passé beaucoup plus lointain, d'environ quatre cents ans. C'est un cas assez rare dans le monde qu'un groupe de Polonais puisse survivre si longtemps loin de sa patrie. Ici ont trouvé refuge les insurgés polonais des années 1830-1831, les prisonniers de guerre rachetés par les Turcs des armées du tsar, les soldats polonais de la division de Zamoyski dissoute en 1856.
Après l'indépendance de la Pologne en 1918, nombreux sont ceux qui sont retournés en Pologne tandis que les habitants restants acquirent la nationalité turque en 1938. Déjà avant la Seconde Guerre mondiale, les premiers touristes commencèrent à affluer dans le village. Le village enregistre les visites de personnalités célèbres telles que Franz Liszt (1847), l'écrivain français Gustave Flaubert (1850), l'écrivain tchèque Karel Droz (1904), le premier président de la République turque Mustafa Kemal Atatürk (1937), le futur pape Jean XXIII, qui lors de sa visite en 1941, donna une confirmation aux enfants du village. Le premier homme politique polonais à s'y rendre après la Seconde Guerre mondiale fut Adam Rapacki, alors ministre des affaires étrangères de la République polonaise, accompagné de dignitaires turcs (1961).
En 1855, Adam Mickiewicz, le grand poète polonais, vint à Istanbul, pour y soutenir l'esprit patriotique des Polonais et former une légion polonaise qui, selon la conception du romantisme, devait servir à la libération de la Pologne. Pourtant, après l'Insurrection de novembre 1830 contre la Russie, la Pologne fut encore plus asservie.
Cette oasis polonaise sur le Bosphore compte environ plus de 1 000 habitants, regroupés autour de leur église dédiée à la Vierge de Częstochowa. Chaque été un festival y accueille des groupes folkloriques de Pologne pour jouer et contribuer à maintenir les liens culturels entre le village et la Pologne. Parmi les Turcs célèbres d'origine polonaise, figurent le poète et dramaturge Nâzım Hikmet et la chanteuse d'opéra soprano Leyla Gencer.
Pour une population de plus de 1 000 habitants, environ 390 habitants parlent le polonais à des degrés divers, souvent très mal, mais moins de 100 personnes parlent couramment le polonais. Le consulat général de Pologne à Istanbul entretient des liens réguliers avec la municipalité de Polonezköy, et aide à diligenter des liens culturels, dont les jumelages avec les villes polonaises de Tomaszów et Zakopane, et à maintenir la langue polonaise.

## Monuments et lieux d'intérêt
- L'Église de Notre-Dame de Częstochowa
- Le cimetière polonais, avec des tombes qui présentent un intérêt particulier, notamment celle de Ludwika Śniadecka, une amoureuse du poète Juliusz Słowacki. Il y a 92 autres tombes, qui ont été rénovées par le « Conseil de protection de la mémoire des combats et des martyrs », un organisme gouvernemental polonais chargé de la préservation des sites historiques de la nation polonaise.

## Personnalités notables
- Leyla Gencer (1928-2008), cantatrice, y est née.

## Jumelages
- Tomaszów Mazowiecki (Pologne)
- Zakopane (Pologne)